# Axel Bengtsson
Karl Axel Napoleon Bengtsson, född 16 november 1905 i Nässjö, död 16 april 1976 i Bromma i Stockholm, var en svensk målare.
Bengtsson diplomerades 1930 som ekonom vid Handelshögskolan i Göteborg och anställdes därefter i Konsumtionsföreningen Göteborg och från 1938 i dess motspelare Sveriges Köpmannaförbund, där han 1947 blev organisationschef och till slut vice VD. Han utgav också pedagogiska skrifter som användes i textilbranschen och livsmedelsbranschen. Efter en hjärtinfarkt 1963 tog hans liv en annan vändning. Han sjukpensionerades 1965. Helt utan konstnärlig utbildning började han samma år måla i akvarell och olja men efterhand mest i tempera och ibland i akrylfärg. Bengtssons konst kom att präglas av ett stort berättarbehov och motiven hämtades från hans egen uppväxt i Nässjö vid 1900-talets början, exempelvis herrgårdsbröllop, bondauktion, thédans, barns lek med dockskåp och nykterhetsmöten. Därigenom inskrev han sig i den äktnaiva konsttradition som fick stort utrymme i framför allt 1970-talets konstkultur. Han var dessutom mycket produktiv och kunde ställa ut separat 1972 i Göteborgs historiska museum  och  upprepade gånger i Jönköpings läns museum samt deltog 1971–1973 i den stora naivistutställningen på Louisiana i Humlebæk, 1972 i Tredje Triennalen för naiv konst i Bratislava och 1974 på Svenska kulturinstitutet i Paris. Han avled 1976.
Han finns representerad hos Statens konstråd och i Jönköpings läns museum. År 2008 utkom Björn Axlunds monografi Axel Bengtsson på Bokförlaget Atlantis.